# 太平洋深海帶魚
太平洋深海帶魚，为輻鰭魚綱鱸形目鯖亞目带鱼科的其中一種。分布於北太平洋區，包括日本琉球海溝、白令海、加拿大卑詩省及美國西岸等海域，棲息深度在水深100至1000公尺，本魚體銀色，顎與鰓蓋黑色，背鰭硬棘44至46；背鰭軟條 99至104枚；臀鰭硬棘2枚；臀鰭軟條90至94枚；脊椎骨149至153個，體長可達112公分，屬肉食性，以魚類、甲殼類及烏賊等為食。

## 扩展阅读
維基物種上的相關：太平洋深海帶魚